# Синг-Синг
Тюрьма Синг-Синг (англ. Sing Sing Correctional Facility) — тюрьма строжайшего режима в городе Оссининг, штат Нью-Йорк, США. Расположена примерно в 48 километрах к северу от города Нью-Йорка на берегу реки Гудзон. Тюрьма названа по деревне Синг Синг, название которой происходит от индейских слов «Sint Sinks» («камень на камне»). Служит местом заключения для приблизительно 1700 преступников. Исторический корпус с тюремными камерами 1825 года планируется превратить в музей.

## История
Организатором строительства тюрьмы в 1825 году выступил бывший офицер армии США и надзиратель тюрьмы Ауберн Элам Линдс.
В марте 1825 года правительство выделило 20 100 долларов США на покупку 130 акров (0,53 км²) земли, а проект строительства получил официальное одобрение. Линдс отобрал 100 заключённых из тюрьмы Ауберн для перевода и перевёз их на барже по каналу Эри и вниз по Гудзону. По прибытии 14 мая на объекте «не было места для их приёма или стены, чтобы оградить их». «Временные казармы, кухонная, столярные и кузнечные мастерские» были спешно достроены.
В 1826 году, перед своим открытием, тюрьма считалась образцовой. Её стены были сделаны из мрамора, который отбирался из близлежащего карьера. После постройки тюрьмы карьер стал основным местом исправительно-каторжного труда заключённых. Линдс стал первым директором тюрьмы, открытой в 1828 году.
В тюрьме была принята жёсткая система дисциплины, требовавшая от заключённых соблюдать полную тишину. За нарушение провинившиеся подвергались телесным наказаниям. Среди наказаний были также: окунание в холодную воду, одиночное заключение в карцере и другие пытки. В 1844 году, благодаря влиянию Хораса Грили и других реформаторов, надзирательницей женского отделения тюрьмы стала Элайза Фарнем, которая, несмотря на свою веру во френологию, ставила своей целью не «сломать», а перевоспитать своих подопечных при помощи книг, музыки, доброты и дара убеждения; её либеральные взгляды не очень импонировали руководству и в 1848 году ей пришлось уволиться из-за возникших на этой почве разногласий. В 1861 году возмущение заключённых привело к вооружённому бунту, подавленному армией.
В 1920 году на пост начальника тюрьмы заступил Льюис Лоуз, известный реформатор исправительной системы. Он обнаружил крупные недостачи в тюремной казне, пропажи документов и даже узников. Период руководства Лоуза стал переломным в истории тюрьмы и ознаменовался восстановлением порядка; кроме того, в тюрьме были построены библиотека, церковь и больница.
Во время одного из своих турне по США в середине 1920-х годов в тюрьме Синг-Синг побывал с выступлением знаменитый русский певец Фёдор Шаляпин, который был тепло принят местной публикой. О своих впечатлениях от этого посещения певец поведал в воспоминаниях, впервые опубликованных в Нью-Йорке в 1926 году. Описывая увиденное в тюрьме и, в частности, электрический стул, Шаляпин выразил сострадание к заключённым и полное неприятие смертной казни.
В 1935 году тюрьму посетили советские писатели Ильф и Петров, совершавшие поездку по зарубежным странам. Этот визит они описали в своём документальном романе «Одноэтажная Америка» в главе «Электрический стул».
В Синг-Синге нередко осуществлялась смертная казнь, основным видом которой была казнь на электрическом стуле. Среди казнённых в Синг-Синг были обвинённые в шпионаже Джулиус и Этель Розенберги, маньяки Альберт Фиш, Раймонд Фернандес, Марта Бек, мафиозо Луис «Лепке» Бухальтер и другие. В 1963 году штат Нью-Йорк отменил смертную казнь, после чего казни прекратились и в тюрьме Синг-Синг.
В этой тюрьме проводились съёмки фильма «Анализируй это».

## Галерея

Sing Sing
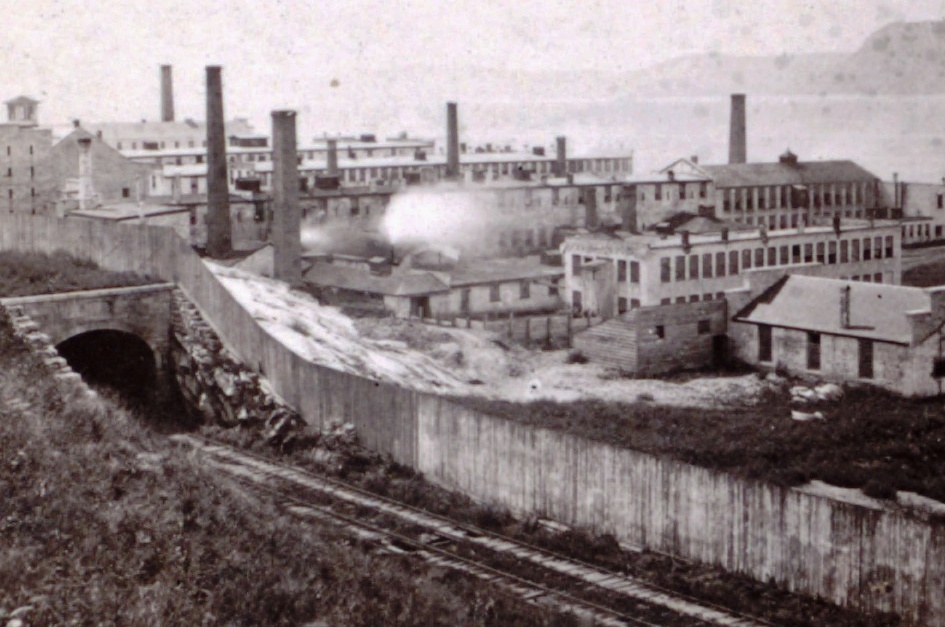
Тюрьма в 1863–1885 гг.
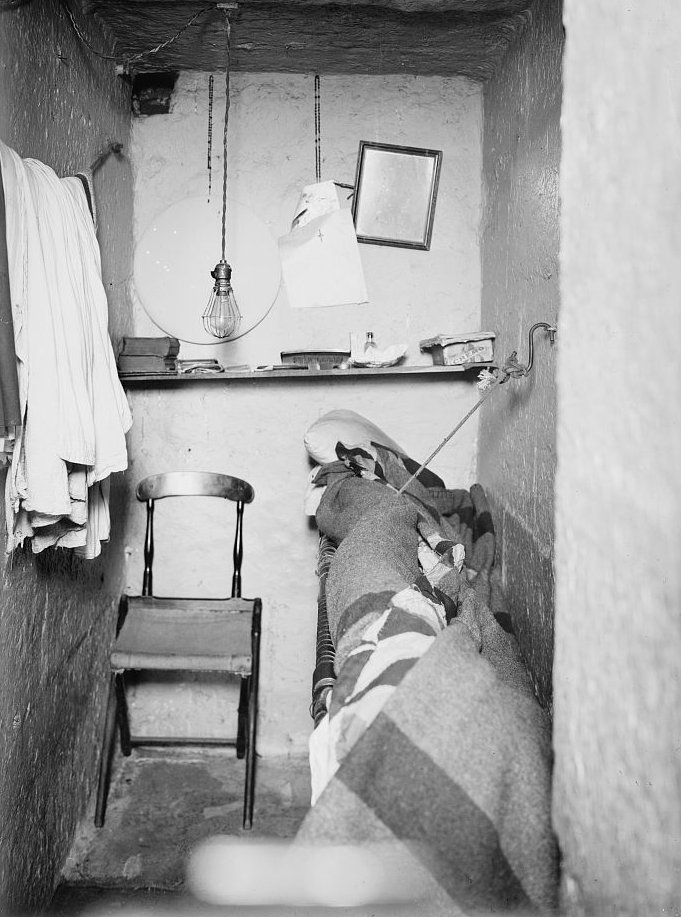
Камера
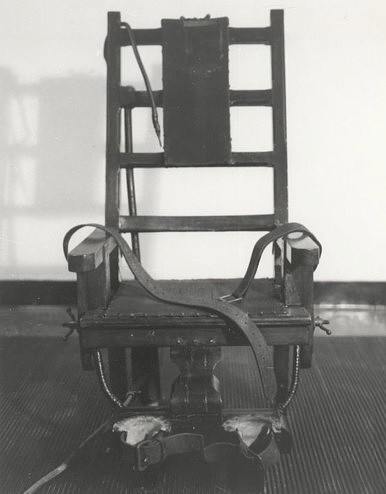
Электрический стул тюрьмы Синг-Синг
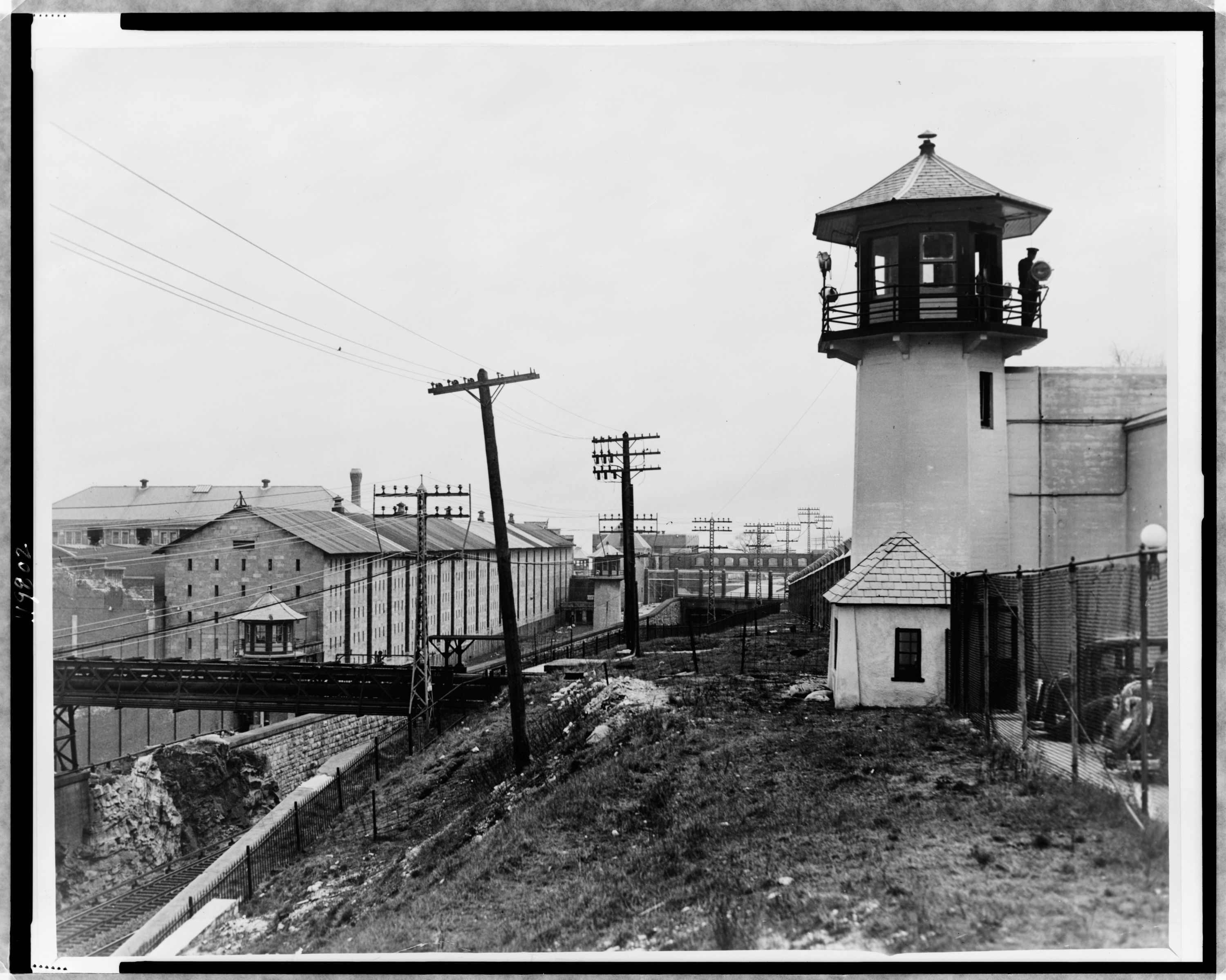
Старый корпус Синг-Синга в 1938 г.